# Lübecker Senat 1921 bis 1924

Flagge Lübecks 1890–1935

Der Senat der Freien und Hansestadt Lübeck als Kabinett in den Jahren 1921 bis 1924. Die Liste umfasst den Zeitraum der zweiten Legislaturperiode der Lübecker Bürgerschaft als Landesparlament in der Zeit der Weimarer Republik vom 13. November 1921 bis zur Bürgerschaftswahl am 10. Februar 1924.

## Bürgermeister
- Johann Martin Andreas Neumann, seit 1. Januar 1921, Senator seit 1904

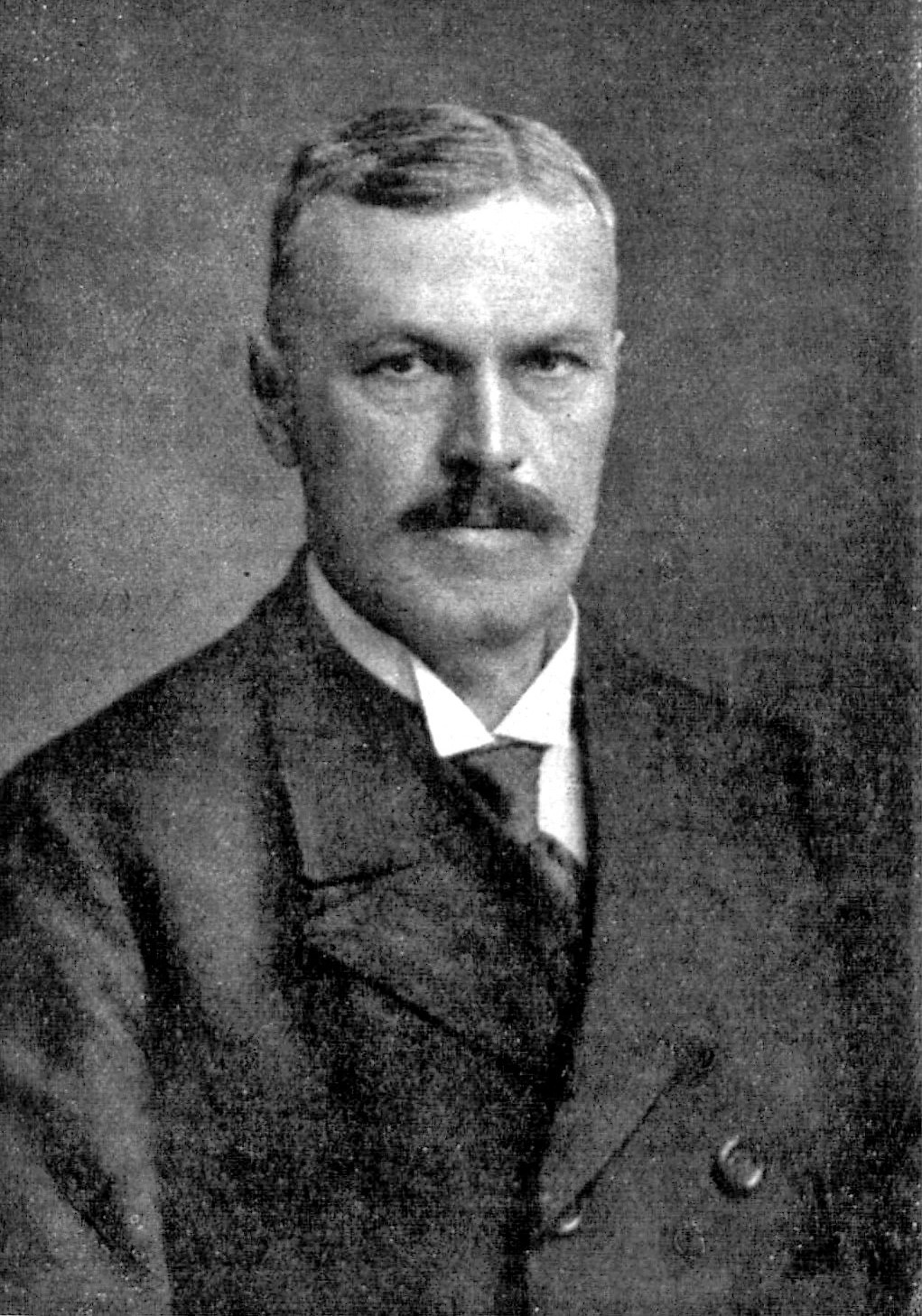
Johann Martin Andreas Neumann

## Senatoren
- Alfred Stooß, seit 1897
- Eugen Emil Arthur Kulenkamp, seit 1902
- Johann Heinrich Evers, seit 1903
- Julius Vermehren, seit 1904
- Johann Paul Leberecht Strack, seit 1906
- Georg Kalkbrenner, seit 1907
- Paul Hoff (SPD), seit März 1919
- Albert Henze (SPD), seit März 1919
- Carl Dimpker, seit März 1919. Gestorben am 12. Oktober 1923.
- Paul Löwigt (SPD), seit März 1919
- Fritz Mehrlein (SPD), seit März 1919
- William Bromme (SPD), seit September 1919
- Otto Friedrich (SPD), seit 1921